# クリスティーナ・コック
クリスティーナ・コック（Christina Cock、1887年12月25日 - 2002年5月22日）は、オーストラリアの長寿の女性で、同国並びにオセアニア史上最高齢の人物。旧姓クレイ（Clay）。
1887年のクリスマスの日に生まれる。1913年にウィルバート・コックと結婚し、結婚生活はウィルバートが96歳で死去する1986年まで73年間続いた。
2002年5月22日、肺炎のため睡眠中に死去。114歳と148日だった。彼女が亡くなった時点で、彼女には子が2人、孫が5人、曾孫が9人、玄孫が1人存命中であった。